# نوجينت سور مارن
نوجين سور مارن، (بالفرنسية: Nogent-sur-Marne)‏، (نطق: nɔʒɑ̃ syʁ maʁn)، هي بلدية فرنسية في الضواحي الشرقية لباريس، فرنسا. وهي تقع على بعد 10.6 كم (6.6 ميل) من وسط باريس. نوجينت سور مارن، هي مقاطعة تابعة لفال دو مارن (إقليم فرنسي)، وهي مقر التحكيم من نوجينت سور مارن.

## توأمة
لنوجينت سور مارن اتفاقيات توأمة مع كل من:
- يافردون ليه باين
- زيغبورغ
- كاستليوني دي بيبولي
- Val Nure [الإنجليزية]‏
- نازاري
- Bolesławiec [الإنجليزية]‏

## أعلام
- راؤول سيريس
- جان جيرو
- ادمون بيكر
- ليليان ناليز
- بيير بيرير
- ماغاي غوي
- ماكسيم فاشيي-لاغراف
- باول كولن
- جوليس أدلر
- أندريه بازين